# Olof Stamberg
Ture Olof Stamberg, född 22 januari 1922 i Stockholm, död 12 april 2004 i Mellbystrand, var en svensk teckningslärare, målare, tecknare, grafiker och skulptör.
Han var son till polismannen Joel Stamberg och hans hustru Eva och mellan 1953 och 1974 gift med trädgårdsarkitekten Anna Elisabet Lindblad. Stamberg studerade vid Konstfackskolan i Stockholm från 1949 och utexaminerades med en teckningslärarexamen 1954. Därefter anställdes han som teckningslärare i Laholm, där han vid sidan av sitt arbete var verksam som konstnär. Hans måleri från 1950-talet visar stark påverkan från hans lärare Sixten Lundbohm men han kom under 1960-talet att övergå till ett abstrakt måleri där formen blev det väsentliga. Tillsammans med tre andra konstnärer ställde han ut på Galerie Æsthetica i Stockholm årsskiftet 1951–1952 och tillsammans med Viking Lanje och Signe Lundqvist-Lanje ställde han ut i Laholm 1960 och separat ställde han bland annat ut i Halmstad och Falkenberg. Han medverkade i Sveriges allmänna konstförenings vårsalonger på Liljevalchs konsthall i Stockholm och han medverkade i samlingsutställningar arrangerade av Hallands konstförening och Laholms konstklubb. Bland hans offentliga arbeten märks en skylt i järnplåt för stadsbiblioteket i Laholm. Hans konst består av porträtt, landskapsbilder från södra Halland förutom målningar arbetade han med träsnitt och serigrafi.